# Passiflora vellozii
Passiflora vellozii är en passionsblomsväxtart som beskrevs av Gardn.. Passiflora vellozii ingår i släktet passionsblommor, och familjen passionsblomsväxter. Inga underarter finns listade i Catalogue of Life.